# Glaspavillon
Il Glaspavillon (in italiano Padiglione di vetro) fu costruito nel 1914 su progetto di Bruno Taut, in occasione dell'Esposizione del Deutscher Werkbund di Colonia.

## Storia
(Paul Scheerbart)
Importantissimo capitolo dell'architettura non solo tautiana, bensì novecentesca, il Glaspavillon fu eretto a Colonia, nella regione della Ruhr, nel 1914 in occasione dell'esposizione del Deutscher Werkbund, esposizione tedesca finalizzata a «nobilitare il lavoro industriale» nel tentativo di estinguere la cesura presente tra l'architettura e le arti applicate mediante la realizzazione di edifici dalle spiccate qualità artigianali. 

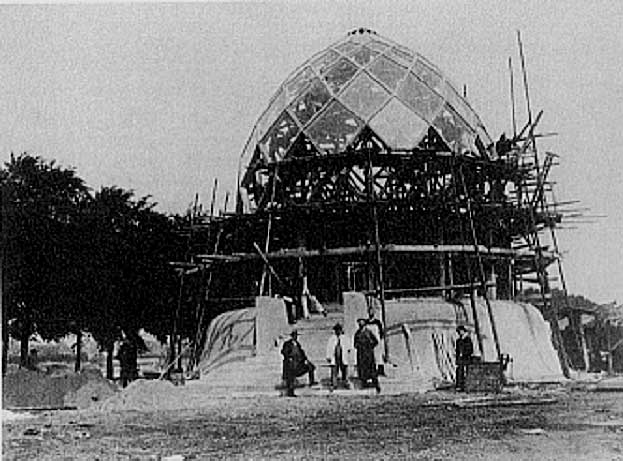
Cantiere del Glaspavillon

A lavorare al progetto vi furono Bruno Taut, all'epoca un architetto semisconosciuto di trentaquattro anni, e Franz Hoffmann: entrambi eressero il Padiglione a spese proprie, senza l'invito dei patriarchi e degli organizzatori ufficiali del Werkbund, in una zona marginale dell'esposizione (Taut ne parlò nei termini di «un luogo anonimo, fuori e lontano dai portali di ingresso dell'esposizione vera e propria ... con i quali l'esposizione, nella sua serietà, precludeva ogni contatto tra sé e quell'oggetto dissacrante; nelle immediate vicinanze del parco dei divertimenti»). Presso il Deutscher Werkbund, infatti, si coagularono gli ingegni architettonici più fervidi d'Europa: basti pensare a nomi come Theodor Fischer, Peter Behrens, Henry van de Velde, Josef Hoffmann, Walter Gropius. Al pathos guglielmino degli altri padiglioni, o al loro algido rigore, Taut oppose tuttavia una struttura dominata dal vetro, che egli considerava per le sue sfolgoranti potenzialità il materiale costruttivo del futuro.
L'edificio, malgrado alcune perplessità (o persino denigrazioni) iniziali, suscitò molti consensi: Theodor Heuss, ad esempio, ammirava con fervore quell'«edificio singolarmente gioioso e arioso», riconoscendo in esso «la più sobria delle costruzioni dell'intera esposizione tra quelle destinate a uno scopo specifico», nonché «l'irrazionale, il puramente poetico» e altri sentimenti che veicolavano nell'osservatore la sensazione di assistere a «una favola a lieto fine». Altro accorto sostenitore del Glaspavillon fu Adolf Behne, per il quale l'edificio era «la più convincente espressione della bellezza e delle possibilità tecniche del vetro»: ma, generalmente, furono in molti ad ammirare la struttura tautiana, così innovativa e dissacrante da distinguersi positivamente rispetto alla «pura noia ufficiale» degli altri padiglioni, capaci solo di suscitare «sbadigli trattenuti», e non certo innovazione, come notò un critico dell'epoca con mordace irriverenza.
Il Glaspavillon, pur esercitando un'influenza assolutamente duratura nell'architettura europea, ebbe tuttavia breve durata: la mostra, infatti, si concluse affrettatamente il 5 agosto 1914 a causa dell'improvviso scoppio della prima guerra mondiale, sicché il Glaspavillon fu fruibile come il progettista l'aveva intesa alla popolazione tedesca per poco più di quattro settimane. La sua struttura, situata al n. 131 di Breiter Weg, sopravvisse effettivamente più a lungo, anche se sotto le spoglie di punto vendita all'incanto dei materiali ancora utilizzabili del Werkbund: ben presto, tuttavia, l'intero organismo edilizio fu demolito. La sua influenza, come si è già accennato, fu tuttavia più dura a morire, e non solo fruttò a Taut una maggiore notorietà, bensì anticipò molte delle architetture del futuro, tutte basate sulle potenzialità espressive del vetro.

## Descrizione
(Bruno Taut)
I visitatori potevano entrare all'interno del Glaspavillon con l'ausilio di due scale di ferro e vetro inserite tra due pareti di vetrocemento armato «Kepler». Percorrendo le scale si viene così introdotti nella sala superiore, dominata dalla sfolgorante mole della cupola di vetro, inestimabile cifra stilistica dell'intero edificio: tale cupola, si ricorda, aveva forma ellissoidale ed era formata da piastrelle di vetro di piccole dimensioni strutturati a rilievo, i cosiddetti prismi luxfer, saldate a un reticolo di rame a maglie finissime e inserite in un fitto intreccio a raggiera di quattordici nervature di cemento armato. Quest'originalissima chiusura superiore, sorretta da possenti fusi di cemento, intendeva testimoniare tutto ciò «che il vetro può fare per aumentare il gusto per la vita», per usare le parole dello stesso Taut: tale materiale costruttivo, infatti, aveva l'inestimabile pregio di captare, filtrare e riverberare in maniera sapiente la radiazione solare con un'intensità che Taut riteneva compatibile con la sua ambizione di creare un'architettura in grado di risvegliare nell'animo dei fruitori la percezione della bellezza in modo possente, straripante, quasi sublime. Di seguito si riporta una citazione di Adolf Behne, intimo amico del Taut e fervente sostenitore del suo sogno vitreo:
Sulle potenzialità espressive, mistiche, simboliche, decorative e costruttive del vetro Taut si soffermò anche Paul Scheerbart, autore nel 1914 di un'opera letteraria denominata Glasarchitektur [Architettura di vetro]. Di Scheerbart, ad esempio, sono i sei distici inseriti da Taut a livello dell'anello di appoggio della cupola e delle sue appendici: «Il vetro colorato distrugge l'odio», «Che cosa sarebbe la costruzione senza il cemento armato», «La luce vuole attraversare tutto l'universo ed è viva come cristallo», «Senza un palazzo di vetro la vita è un peso», «Il vetro ci introduce nella nuova era / la cultura del mattone fa soltanto compassione».

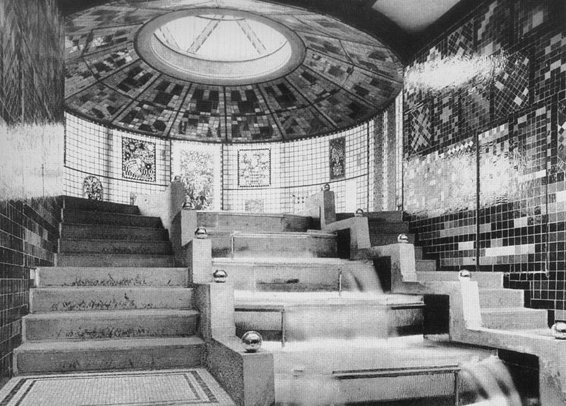
La cupola e le cascate del Glaspavillon

Il bulbo della cupola copriva dunque una sala caratterizzata da un'apertura rotonda centrale, dove i visitatori potevano gettare lo sguardo in un ambiente sottostante dove Taut aveva intelligentemente collocato una cascata: «Si vuole far scorrere l'acqua verso il basso mediante cascate dalle forme più varie, in modo che essa, grazie all'impiego di fantasiosi oggetti in vetro, come perle, in parte goccioli, in parte coli, in parte anche scrosci con forza. Nello specchio d'acqua dello stagno, collocato al piano inferiore (spazio ornamentale), la struttura cristallina della cupola si faceva liquida. Le formazioni fisse della parte superiore si scioglievano in un morbido gioco di linee, a commento del quale stavano, sul fondo dell'acqua, frammenti colorati e collane di perle di vetro». La stanza della cascata era accessibile mediante due scale discendenti interne e abbagliava i fruitori con uno sfolgorante splendore cromatico: il digradante letto idrico, infatti, era rivestito di piastrelle argentee, perlate, dorate, rosse e vinacee, sicché si veniva a creare un caleidoscopio cromatico di grande intensità, impreziosito dall'intervento luministico di grandi lampade a mezzo watt e di un grande lampadario a grappolo, provvisto anch'esso di lampadine colorate. L'architettura del Glaspavillon, nonostante i suoi chiari connotati vitrei, è infatti riccamente policroma. Taut, mettendo in essere un'intuizione che verrà poi elaborata in maniera più compiuta nelle Siedlung, aveva infatti definito gli spazi del Padiglione di Vetro non solo con la luce, bensì anche con il colore, sfruttato in tutta la sua autenticità e vitalità («i colori [nel Glaspavillon] iniziavano con il blu notte della parte inferiore, passando per il verde muschio salivano al giallo oro, e all'apice dello spazio terminavano con un radioso giallo chiaro» osservò lo stesso architetto).
Si veniva dunque a creare una coreografica sinfonia luministica e cromatica che, con i suoi scenografici effetti, obnubilava quasi i vari prodotti in vetro esposti nel corso del percorso espositivo del Padiglione:
(Adolf Behne)